# Герб Нового Світу
Герб Нового Світу затверджено 20 березня 2006 року рішенням Новосвітської селищної ради. 
Розроблений авторською групою у складі: О. Маскевич і В. Коновалов.

## Опис герба (блазон)
У червоному полі срібна будівля у формі 4-вежової генуезької фортеці, над якою золота амфора з червоними літерами «Н» та «С», обабіч якої дві золоті виноградні лози з гроном і листками; синя основа відділена двома срібними тонкими хвилястими балками.

## Зміст символів
Будівля уособлює побудований тут Голіциним гостинний двір. Золота амфора та виноградні лози символізують розвинуте виноробство. Срібні балки та синя основа означають Чорне море.